# Totoró
Totoró ist eine Gemeinde (municipio) im Departamento Cauca in Kolumbien.

## Geographie
Totoró liegt im Osten von Cauca in der Provincia de Oriente, 30 km von Popayán entfernt auf einer Höhe von 2750 Metern in der Zentralkordillere der kolumbianischen Anden und hat eine Jahresdurchschnittstemperatur von 14 °C. An die Gemeinde grenzen im Norden Cajibío und Silvia, im Osten Inzá, im Süden Puracé und Popayán und im Westen Popayán und Cajibío.

## Bevölkerung
Die Gemeinde Totoró hat 21.298 Einwohner, von denen 2013 im städtischen Teil (cabecera municipal) der Gemeinde leben (Stand: 2019).

## Geschichte
Totoró wurde 1815 gegründet und erhielt 1835 den Status einer Gemeinde. Die Kolonialzeit war geprägt von der Ausbeutung der indigenen Bevölkerung in der landwirtschaftlichen Produktion. Im Widerstand gegen die Ausbeutung wurde die Bildung der indigenen Reservate Totoró, Paniquitá, Polindara, Jebalá und Novirao durchgesetzt.

## Wirtschaft
Die wichtigsten Wirtschaftszweige von Totoró sind Landwirtschaft (insbesondere werden Kartoffeln, Naturfasern, Mais und Winterzwiebeln angebaut), Rinder- und Milchproduktion.